# Sven Braken

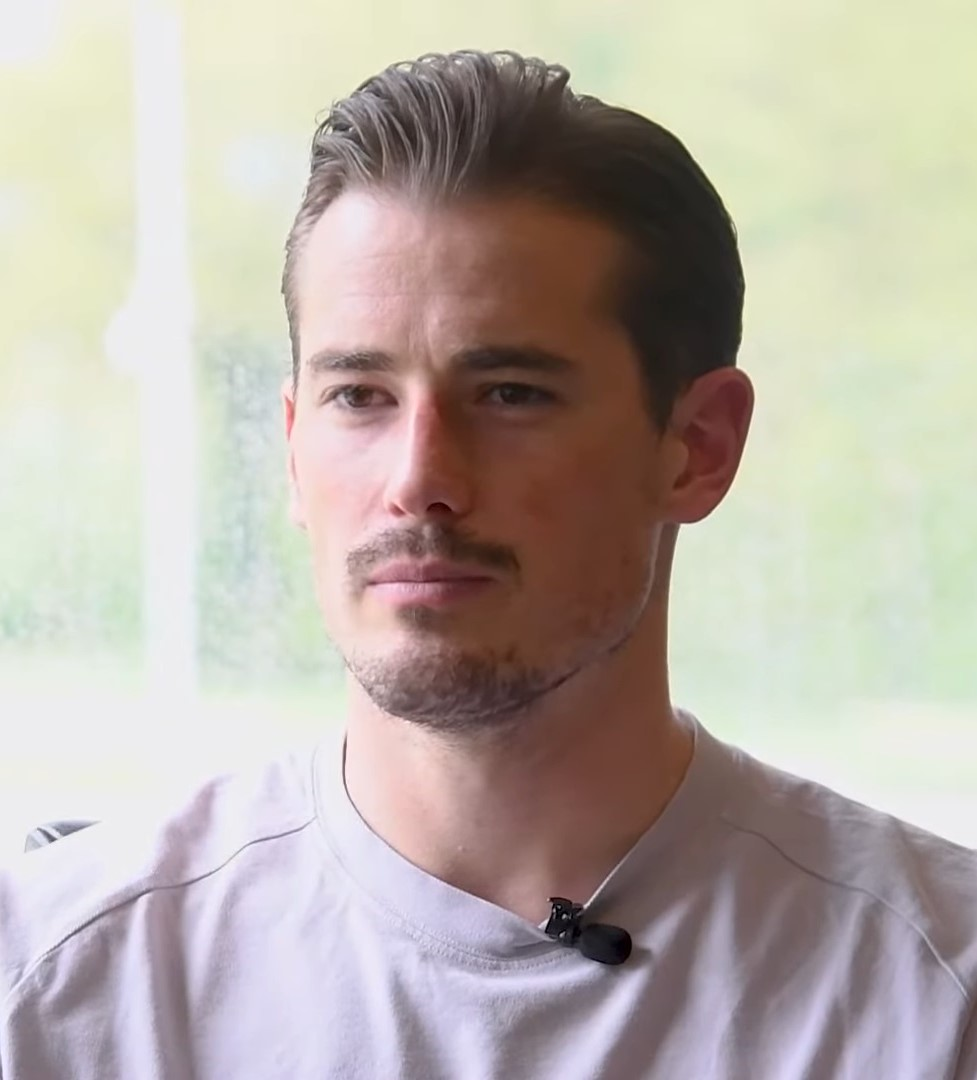
Sven Braken (2023)

Sven André Marie Braken (* 12. Juni 1993 in Maastricht) ist ein niederländischer Fußballspieler. Der Stürmer steht beim belgischen Zweitligisten KMSK Deinze unter Vertrag.
Braken spielte fünf Jahre bei seinem Heimatverein MVV Maastricht, ehe er im Sommer 2015 zu Almere City wechselte. Dort kam er verletzungsbedingt nur auf 16 Einsätze. Am 16. August 2017 unterschrieb Braken einen Vertrag über vier Jahre bei NEC Nijmegen.
In der Saison 2018/2019 bestritt er als Leihgabe 12 Spiele für den damaligen Erstligisten FC Emmen. Nach Auslaufen seines Vertrages bei NEC Nijmegen während der Saison 2019/2020 wechselte Braken zum AS Livorno Calcio.
Am 1. Juli 2021 ging Braken ablösefrei zu VVV-Venlo, die er ab 2022 als Mannschaftskapitän anführte. 2023 schloss er sich dem belgischen Zweitligisten KMSK Deinze an.